# Natitingou

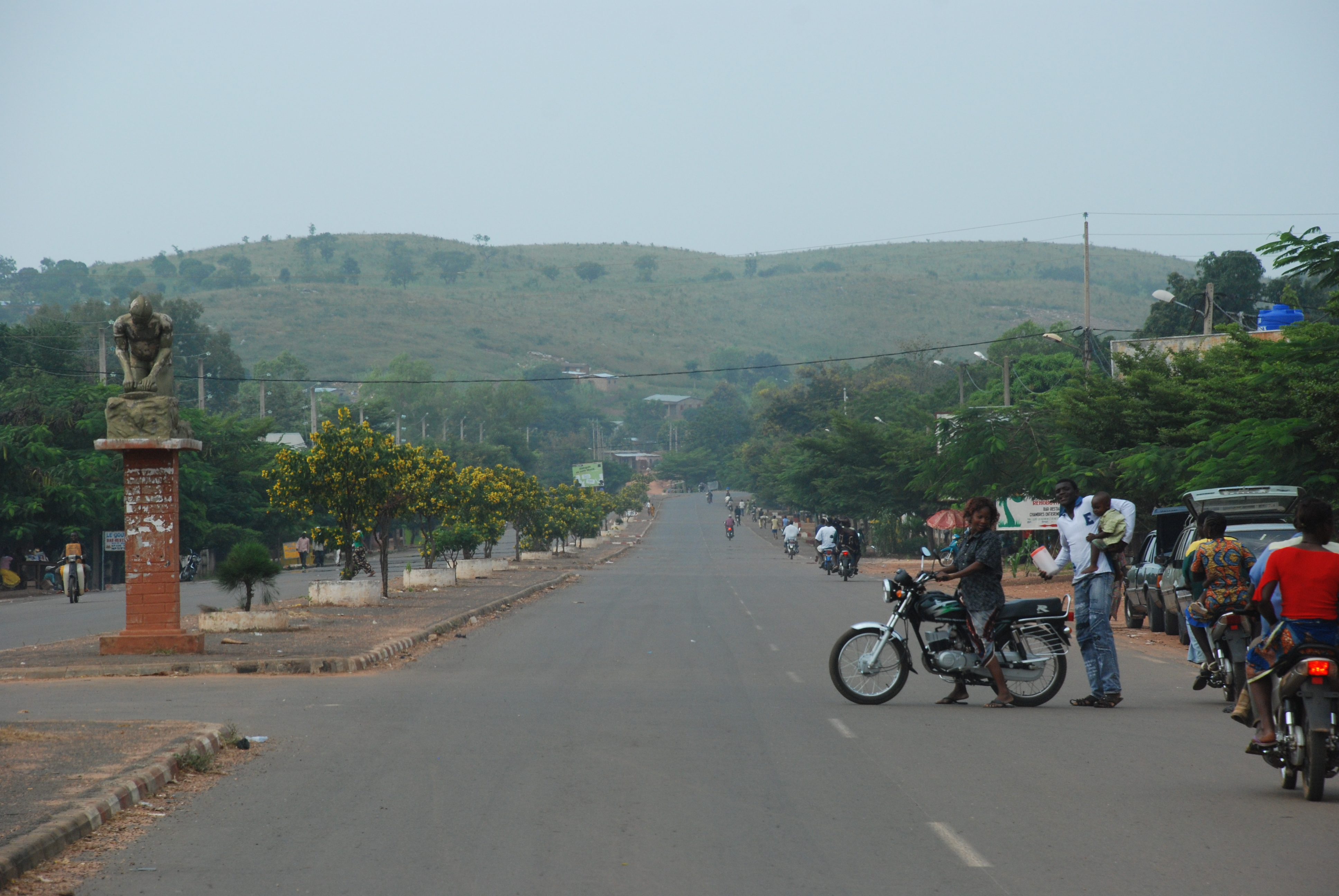
Gata i Natitingou.

Natitingou är en stad och kommun i nordvästra Benin, och är den administrativa huvudorten för departementet Atacora. Befolkningen beräknades till 46 714 invånare år 2006, med totalt 87 341 invånare i hela kommunen.

## Arrondissement
Natitingou är delat i nio arrondissement: Kotapounga, Kouaba, Koundata, Natitingou I, Natitingou II, Natitingou III, Natitingou IV, Perma och Tchoumi-Tchoumi.